# Michel Ménaché
 (décembre 2022).
Pour les articles homonymes, voir Menache.
Michel Ménassé, plus connu sous son nom de plume Michel Ménaché, né à Lyon le 15 juillet 1941, est un poète et écrivain français. Sa famille est originaire de la communauté Séfarade de Constantinople.

## Biographie
En 1973, il fonde le collectif de poètes et plasticiens ARPO 12 qu'il anime jusqu'en 1985, pendant les 12 années de son fonctionnement.
En collaboration avec Jean-Louis Jacquier-Roux, il est le cofondateur à Montceau-les-Mines en 1977, de la revue Impulsions.
Poète et chroniqueur, Michel Ménaché a publié dans de nombreuses revues : Apulée, Bacchanales, Cahiers Butor, Coup de soleil, Décharge, Europe, Eneken, Hippocampe, Les Lettres françaises, Lieux d'être, Patika (Turquie) Phoenix, Poésie-Rencontres, La Polygraphe, Siirden (Turquie), Utopia, Verso, Soleils et cendre, L'Ouroboros, etc. et anthologies.
Il a été professeur de lettres au Lycée Gabriel Fauré d'Annecy de 1987 à 2001.
Il vit à Lyon depuis 2004.
Il est aussi animateur d'ateliers d'écriture.

## Publications

### Récits, poèmes
Il est l'auteur de nombreuses publications, la liste n'est pas exhaustive :
- Pavés et fenêtres, éditions Pierre-Jean Oswald, 1971
- Chagall / genèse à main ravie, « Arpo 12 » no 3, 1977
- Darcy-megève en télésiège « Arpo 12 » no 4, avec 10 encres-collages du graveur Marc Pessin, 1979
- Cavatines pour les enfants polissons, id., avec des encres de Franck Perret-Gentil.
- Crocs-accrocs, éd. verso, 1982, avec un monument funéraire d'Henri Ughetto (prix verso, 1981).
- Narcisse en mots troubles, extraits dans les cahiers Froissart no 22 et autres revues.
- Fable des matières, éd. dé bleu, avec des encres de Christian Biancardini, 1983
- Démence d'afficher, portfolio h.c. poèmes-affiches, 1983
- Claquemuraille, avec des reproductions de Jim Léon, Patrice Elmer, Blandine Leclerc et une couverture dessinée par Kaviiik - éd. Federop 1985
- Léman, expressions sans rivages, Maître d'œuvre d'un ouvrage pluridisciplinaire :.éd. La Manufacture 1986
- La Semaine des quarante haiku, en couverture, photographie de Pierre Prince, éd. du Pré de l'Age, 1991.
- Ectoplasme à plumes rouges et bonnet de nuit, éd. La Bartavelle, 1991  (ISBN 2877441059)
- Entrée de secours, en collaboration avec Jean-Louis Jacquier-Roux, anthologie réunissant 53 poètes contemporains sur notre fin de siècle et au-delà, éd. La Fontaine de Siloé 1991
- Aller-retour, une saison avec Charles Juliet - Chroniqueur de L'Espace littéraire, en 1991-92 / Ed. COMP'ACT et Bibliothèque d'Annecy, 1992
- Ascension du silence, éd. IÔ, Le bibelot no 25, 1992
- Célébration de l'œuf, éd. VR/SO, 1992
- Goudron de nuit, éd. IÔ, Le bibelot no 38, 1994, avec des encres - « microbes » - de Léon Diaz-Ronda.
- En faire une histoire, conte édité par l'Arteppes, Annecy, 1997 à l'occasion de la résidence de l'artiste Slimane Raïs.
- Célébration de l'œuf suivi de Psychanalyse de l'œuf avec des encres de Christian Deplante, éd. Orage-Lagune—Express, 2002
- 36 Choses à faire, Ed. Le Pré # Carré, 2002.
- Rue Désirée, une saison en enfance, éditeur : La Passe du Vent Ed, 2004  (ISBN 2845620705)
- Excès de naissance : CD éditeur Autrement Dit - août 2004  (ISBN 2930335610)
- Mélancolie baroque d’après des peintures de Fabrice Rebeyrolle, éditions Mains-soleil, 2005
- Ellis island’s dreams, en couverture, une peinture originale de Roudneff, éditeur Les Carnets du Dessert de Lune, 2007  (ISBN 2930235780)
- Venise hors champ, Photographies de Didier Devos, avec un poème de Michel Butor, Ed. La Passe du Vent, septembre 2009  (ISBN 978-2-84562-135-0)
- Pierres qui roulent… éd. Les Carnets du Dessert de Lune, 2009
- Archéologie de l’enfer, Photographies de Grégoire Zibell - coédition trilingue L’Amourier, La Passe du Vent, Verlag Im Wald, 2010  (ISBN 978-2-84562-167-1)
- La Tentation de Saint-Antoine (Le moulin des tentations) d'après Jérôme Bosch, éditions Invenit, 2010 -  (ISBN 978-2-918-69809-8)
- Istanbul - Kilim des sept collines, Photographies de Josette Vial, Ed. La Passe du Vent, 2014  (ISBN 978-2-84562-253-1)
- Couleur des larmes, Peintures de Mylène Besson, 2 poèmes inédits de Michel Butor, éd. Bruno Doucey, 2017  (ISBN 978-2-36229-158-6)
- La paume des jours, Œuvres poétiques I, éd. La rumeur libre, 2018  (ISBN 978-2-35577-159-0)
- Tango-Talgo, Photographies de Didier Devos, - éd. La rumeur libre, 2022  (ISBN 978-2-35577-241-2)
- L'Alphabet des sources, Œuvres poétiques II, éd. La rumeur libre, 2022   (ISBN 978-2-35577-266-5)
- Rue Désirée, une saison en enfance, Postface de Claude Burgelin, éd. La rumeur libre, 2024

### En anthologies

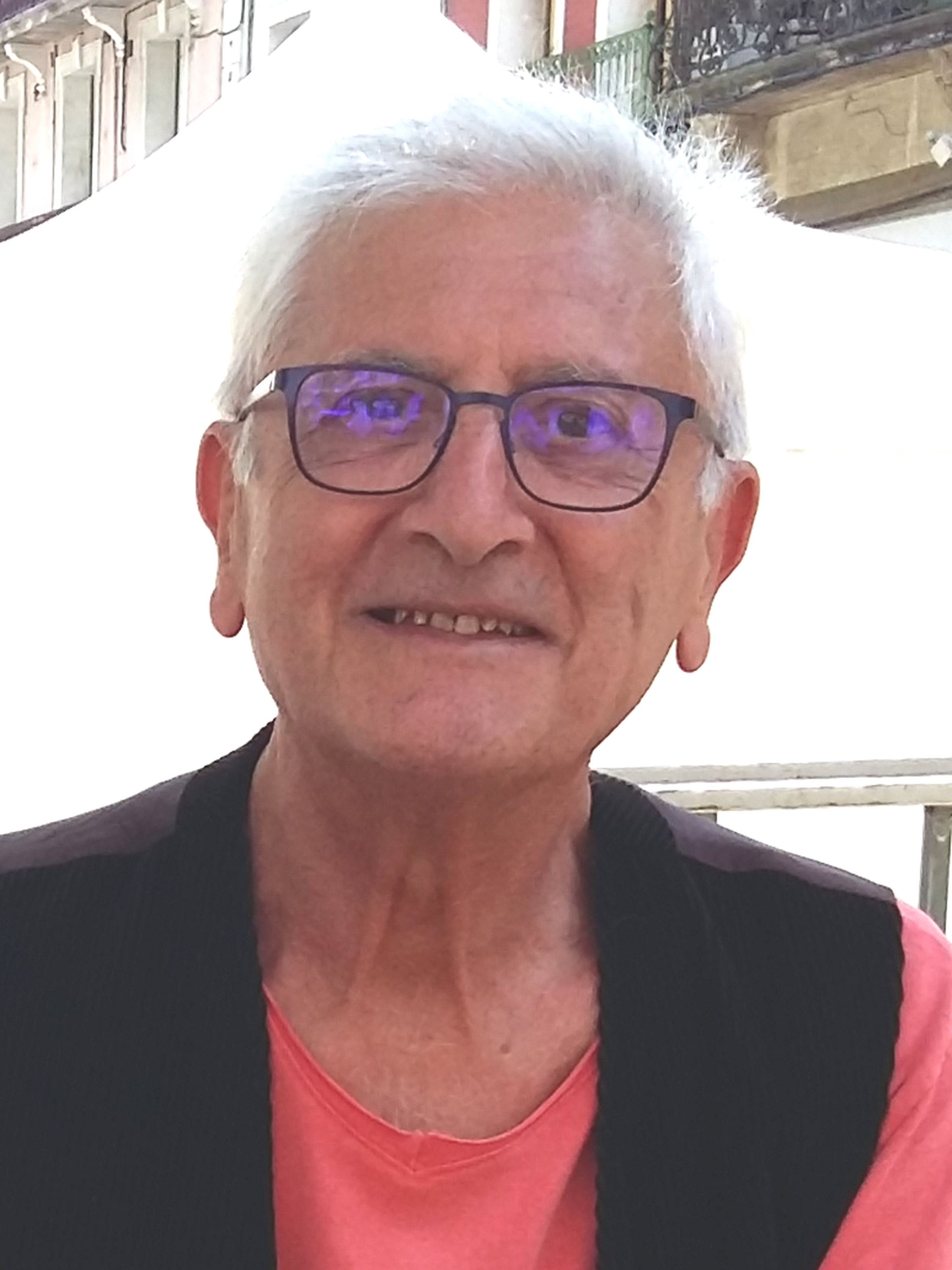
Sète, 2017

- Visages des mots, photographies de Evelyne Proriol, éd. La Manufacture, 1985
- Cent poèmes pour la Paix, éd. Le Cherche-Midi, 1987
- Actes de naissance hommage à Raymond Queneau, éd. La Passe du vent, 2003
- Hôtel Oasis - Pour Louise Michel, éd La Passe du vent, 2005
- Visages de Poésie tome 3 - Jacques Basse, éd. Rafaël de Surtis, 2010
- Enfances - Regards de poètes, éd. Bruno Doucey, 2012
- Les Voix du Poème, éd. Bruno Doucey, 2013
- La Poésie au cœur des Arts, éd. Bruno Doucey, 2014
- Vive la liberté, coll. « Poés'idéale », éd. Bruno Doucey, 2014
- Voix vives de Méditerranée en Méditerranée, Sète 2017, éd. Bruno Doucey.
- L'ardeur, éd. Bruno Doucey, 2018
- La Beauté, éd. Bruno Doucey, 2019
- Courage, éd. Bruno Doucey, 2020
- Le Désir, éd. Bruno Doucey, 2021
- L'éphémère, 88 plaisirs fugaces, éd. Brunos Doucey, 2022
- Frontières, Petit atlas poétique, éd. Bruno Doucey, 2023
- Plus de cent frontières, éd. Pourquoi viens-tu si tard, 2023
- Grâce, livre des heures poétiques, éditions Bruno Doucey, 2024
- Halte au feu !, Poets of the planet, The International Network, éd. Le Merle moqueur / MANIFESTE, 2024
- 15 - Service d'Aide aux Mots Universels, éditions Bruno Doucey, 2025

### Littérature jeunesse en anthologies
- Mon premier livre de poèmes pour rire, ( Jacques Charpentreau, Editions ouvrières),
- Mon premier livre de devinettes,                  ( idem)
- Le livre des amusettes, ,                                ( idem)
- Le livre des fêtes et des anniversaires, ,       ( idem)
- Je pars en nuage,                                         ( idem)
- Loup y es-tu / Le livre des monstres et des chimères,   ( idem)

Pour les enfants, anthologies chez Hachette Jeunesse dans la collection « Fleurs d'encre » :
- Les éléments des poètes, poèmes choisis par Jacques Charpentreau. (Hachette jeunesse)
- Le rire des poètes                        "                                                        "
- La révolte des poètes                   "                                                       "
- Luttes et Luths                             "                                                        "
- La ville des poètes                       "                                                        "
- Jouer avec les poètes                  "                                                       "
- Les plus beaux poèmes d'hier et d'aujourd'hui   "                                "
- Mes premières comptines (éditions Couleur livres, février 2019)

### Discographie
- Discographie dit Ménaché (33t. J.B.p. 1966, 8 poèmes de Pavés et Fenêtres dits par Maurice Bénichou)
- Mal jetés dans la vie (33t. A.B.M, 1975. Poèmes mis en musique et interprétés par Benoît Vauzel)
- Chante-moi, chante-nous (CD studio H et Atelier d'écriture du Lycée Gabriel Fauré, 1998; Musique et interprétation Monique Tréhard).
- La grâce des Nains (CD Studio H et Monique Tréhard, 2000).
- Excès de naissance : textes dits par Alain Carré (CD, éd. Autrement dit, mars 2004).

Livres d'artistes
- Les quatre saisons (Atelier d'art appliqué de Lyon, dirigé par René Jaros, 1995)
- Galaxies - catalogue d'exposition - de Yan Zoritchak (1997)
- Plier Bagage : avec des bois gravés de Roudneff, textes de Michel Butor, Michel Dunand, Jean-Pierre Gandebeuf, Jean-Louis Jacquier-Roux, Ménaché (8 exemplaires, 1997)
- Catalogue de Roland Dutel, préface  (Dieulefit, 2000).
- Regard sur le silence : ouvrage sur Roudneff, avec des textes de Jean-Pierre Gandebeuf, Gino Masselli, Gérard Mouizel, Ménaché et Philippe Tomasini;  (éditions d'Arnand, 2002).
- Un monde toujours nouveau, Cédérom - collectif, diastampes de Charlette Morel-Sauphar (2002).
- Mélancolie baroque : œuvre de Fabrice Rebeyrolle, hors commerce, 2 exemplaires d’artiste + carton d’invitation de l’exposition à la Galerie Mélanson (mai 2005).
- An 79, satyre et ménade : Ménaché et Fabrice Rebeyrolle, hors commerce, 2 exemplaires d’artiste (juin 2005).
- Roudneff, Veilleur de l’attente : textes de Gérard Mouizel, Gérard Gamand, Jacques Ancet, Michel Dunand, Jean-Pierre Gandebeuf, Gino Masselli, Michel Ménaché, Philippe Tomasini (éd. d'Arnand, 2008).
- Résistances, catalogue de l’exposition installée par Kaviiik à St Gervais (été 2008)
- Urgent – Vivre, catalogue de l’exposition installée par Kaviiik à St Gervais (été 2009)
- Laura Betti, diptyque d’après une photographie de Didier Devos, (Cahiers du Museur  2009)
- Icare en Ré, in memoriam Jacky Garnier, diptyque (Cahiers du Museur  2009)
- Le Sabbat des gondoles, bois gravés polychromes de Roudneff (Cahiers du Museur  2012)
- Apprivoiser le bleu, avec 2 gravures de Régis Lacomblez (éd. Xsellys, 2013)
- Triptyque sans visage, dessins de Mylène Besson (Cahiers du Museur  2014)
- Chant de Samos ou le sourire des statues, avec des peintures originales de Michel Dufour (Cahiers du Museur, 2016)
- Anorexie spatiale, peinture et encre de Mylène Besson (30e anniversaire de la Maison de la Poésie Rhône-Alpes, septembre 2016)
- Tombeau pour Ingrid Jonker, dessin de Mylène Besson, (Le livre pauvre, 4 ex. H. C. 2017)
- Fêlures, avec une reliure sérigraphiée, une photo et 4 crayonnés de Régis Lacomblez (Xsellys éditions, novembre 2017)
- Visages sans visa, dessin de Mylène Besson (Cahiers  du Museur, 21 ex. H. C. 2018)
- Sous l’écorce, sur dessins et découpages de Thierry Lambert (2 ex. HC 2018)
- De tout bois, 10 poèmes sur 5 signets peints par Thierry Lambert (2 ex. H. C. 2018)
- Thuringe, été 53  Le livre pauvre, exposition De l’Allemagne, (4 ex. H. C. juillet 2018)
- Les femmes papillons, peintures de Thierry Lambert (2 ex. H. C. juillet 2018)
- Une âme sans droit d’asile, signets de Thierry Lambert (2 ex. H. C. août 2018)
- Les champs d'horreurs, peinture de Martine Jaquemet (3 ex. H. C. 2018)
- Aigre-doux, avec une eau-forte de Rémy Pouille et une reliure sérigraphiée de Régis Lacomblez
- (30 ex. Xsellys éditions, 2018)
- Catalogue de l’exposition d’art singulier - ‘’RéparationS’’-Roquevaire (2018) Texte sur les femmes papillons de Thierry Lambert
- Plume au bec, le courroux des oiseaux (découpages et peintures de Thierry Lambert, poème, décembre 2018)
- Morsures de langue, gravure de Régis Lacomblez, (20 ex. - Xsellys éditions, décembre 2018)
- Catalogue « De l’Allemagne », Thuringe, en collaboration avec Mylène Besson, Une collection d’artistes à Belfort, (2019-20)
- A la lisière,  poème sur collages de Ghislaine Lejard, 3 ex. - décembre 2019)
- Amazonie amère, peintures de Thierry Lambert (3 ex. H. C. janvier 2020)
- Rencontres, poème sur collages de Ghislaine Lejard, 3 ex. (14 juillet 2020)
- Requiem transatlantique, poème sur collages de Ghislaine Lejard, 2 ex. (30 novembre 2020)
- Colombes, dessin de Mylène Besson, Livre pauvre (5 janvier 2021)
- Acouphènes, aquarelles de Chantal Giraud Cauchy, LP 4ex. (janvier 2021)
- Semences des possibles, collages de Ghislaine Lejard, 2 ex. (21 janvier 2021)
- Le métier qui danse, peintures de Michel Julliard, 4 ex. (hiver 2020-21)
- Sous la cendre, peintures de Mylène Besson, 4 ex. (L. P., achevé le 2 février 2021)
- Morsures de langue, transferts photographiques sur peintures de Léon Diaz Ronda, typographie, Laurent Né, 12 ex. (éd. Index, janvier 2021)
- Fin de partie, peintures de Michel Julliard, 4 ex. (hiver 2020-21)
- Soleil captif, aquarelles de Chantal Giraud Cauchy, LP 4 ex. (février 2021)
- Utopie, rêves de toupie, peintures de Michel Julliard, 4 ex. (hiver 2020-21)
- Cosmogonie au calame, encres d’Elisabeth Bard, LP, 4 ex. (février 2021)
- L’envol des couleurs, peinture de Maria Desmée, 7 ex. (9 mars 2021)
- Les secrets de la cave, dessins et empreintes de Michel Julliard, 4 ex. (mars 2021)
- Ginkgo biloba, encres d’Elisabeth Bard, LP, 4 ex. (mars 2021)
- Jardin nomade, collages et aquarelles de Ghislaine Lejard, 2 ex (mai 2021)
- Ocre calcinée, collages de Ghislaine Lejard, 3 ex. (4 août 2021)
- Roses de sang, peinture de Mylène Besson, LP 4 ex. (août 2021)
- Dire la pluie, photographies de Maxime Godard, 4 ex. (août 2021)
- Grand angle, peintures de Maria Desmée, 6 ex. (oct. 2021)
- Croire au vent, peintures de Maria Desmée, LP Daniel Leuwers, 4 ex. (oct. 2021)
- Delirium céleste, collages de Ghislaine Lejard, 3 ex. (9 nov. 2021)
- Derniers voyages de Candide, collages de Ghislaine Lejard, ex. unique (2 déc. 2021)
- Brasier bleu, collages de Ghislaine Lejard, ex. unique (3 déc. 2021)
- L’écharpe, conception et peinture de Régis Lacomblez, éd. Xellys, 6 ex. (7 déc. 2021)
- Souffleur de verbe, collages de Ghislaine Lejard, ex. unique (9 déc. 2021)
- Le grain, collages de Ghislaine Lejard, ex. unique (10 déc. 2021)
- Le danseur des ruines, peintures de Michel Julliard, 4 ex. (décembre 2021)
- Ex-Libris !, collages de Ghislaine Lejard, ex. unique (13 déc. 2021)
- Fenêtres, collages de Ghislaine Lejard, ex. unique (15 déc. 2021)
- Psychanalyse de l’œuf (extraits), Dessins de Graziella Borghesi - Photographie de Maxime Godard, 4 ex. (2021- janvier 2022)
- Pommes apocryphes, photographies de Didier Devos, (Cahiers du Museur, L’entre-deux, - avril 2022)
- Bribes de Bosphore, avec Michel Dunand, peintures de Maria Desmée, 12 ex. (éd. Index, printemps 2022)
- Aphorismes sucrés, conception et peintures de Sabine Buchman, 4 ex. (Istanbul, mai 2022)
- Trio à plumes, à quatre mains, pastels de Thierry Lambert, 4 ex. (septembre 2022)
- L’écharpe, sérigraphies de Régis Lacomblez et Fernando Bovelli, 10 ex. (2ème éd., Xellys, octobre 2022)
- Le Livre-roi, collages de Ghislaine Lejard, 12 ex. + 3 manuscrits (éd. Index, oct. 2022)
- Odyssée noire, peinture de Martine Jaquemet, 5 ex. (Les Amis de Michel Butor, oct. 2022)
- Herbier carnavalesque, photographies de Didier Devos, 12 ex. (éd. Index, 2022)
- Rien qu’une présence, photographies de Sylvie Tubiana, 10 ex. (déc. 2022)
- Maisons Migratoires,  expression textile de Dominique Torrente, 14 ex., éditions Jean-Pierre Huguet, 2022
- Voleuse de feu, collages de Ghislaine Lejard, 2 ex. HC (mai 2023)
- Lunaire, gravures et dessins de Mireï Locatelli, 5 ex. sous emboîtage (Atelier Alma 2023)
- Hivernale, collages peints de Ghislaine Lejard, 2 ex.  HC)
- Nature en grâce, peinture et texte manuscrit par Martine Jaquemet (exemplaire unique)
- Nature en grâce, peinture de Martine Jaquemet, photographies de Didier Devos, 21 ex. (Index, printemps 2024)
- Frou-frou, collages de Ghislaine Lejard, 3 ex. (juillet 2024)
- Coudre l’eau et le feu, expression textile et aquarelles de Dominique Torrente, 7 ex. (sept - oct. 2024)
- Empire du Néant, Sculpture et dessin d’Alexandra Fontaine, Photographies de Véronique Durruty, 12 ex. (éd . Index, oct. 2024)
- Utopie, rêves de toupie, nouvelle version, texte manuscrit, encres et collages de Véonique Scholl, 4 ex. (2024)
- Nous, Catalogue de Mylène Besson (grands dessins – Les Vieux mis à nu) éd. Marie Morel, (2024)
- Habiter les couleurs du monde, collages et peinture de Ghislaine Lejard, 3 ex. (nov. 2024)
- La guerre des couleurs, peinture-collage de Ghislaine Lejard, atelier GL 3 ex. (29.11.2024)
- Slam à la Fontaine, ouvrage collectif sur Alexandra Fontaine, extraits de Dire l’arbre (Ed. L’œil de la Femme à barbe - novembre 2024)